# Écomusée d’Alsace

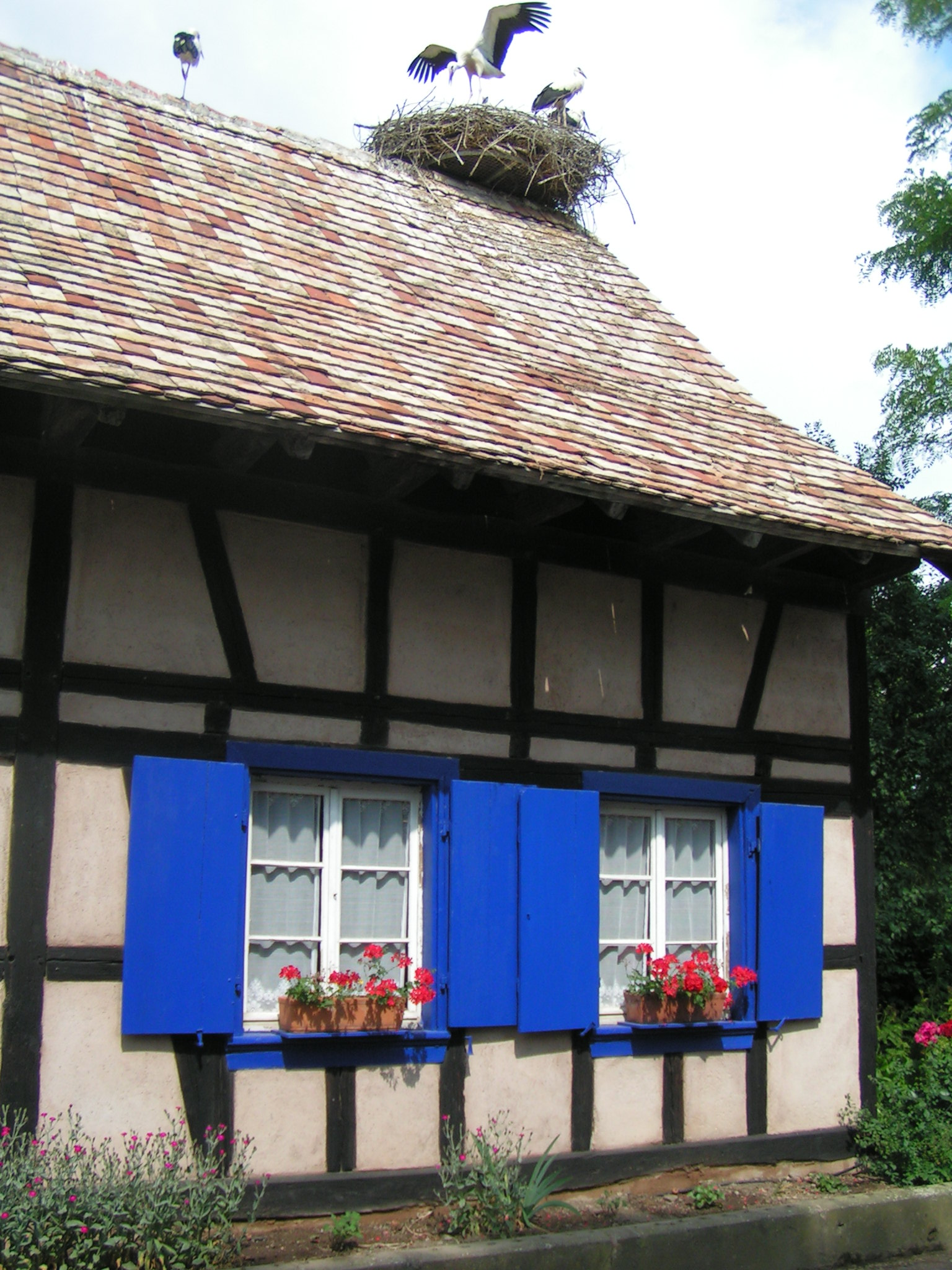
Störche im Museumsdorf

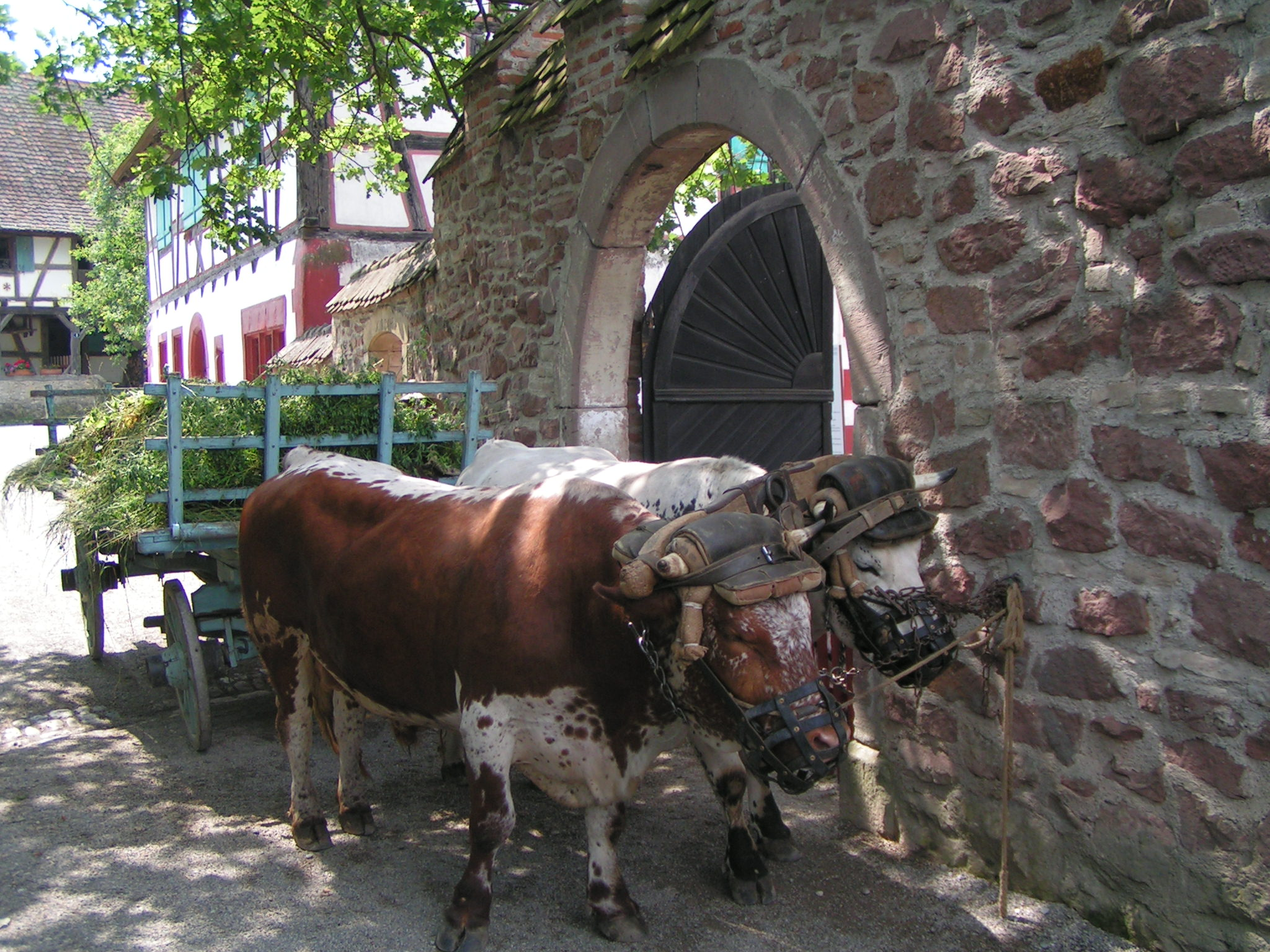
Ochsenkarren mit Heu im Museumsdorf

Das Écomusée d’Alsace ist das größte Freilichtmuseum Frankreichs und wird vom französischen Kultusministerium in der Liste der Musées de France geführt. Es befindet sich im Elsass bei Ungersheim, zwischen Mülhausen und Colmar. Das Museum ist 1984 entstanden und zeigt heute 72 Gebäude, die zuvor woanders standen und neu aufgebaut wurden. Der damalige Trägerverein hat sie damit vor einer geplanten Zerstörung gerettet. Zu den Gebäuden gehören eine Bäckerei, eine Töpferei, eine Schule, ein steinerner Wohnturm sowie mehrere Bauernhöfe und Fachwerkhäuser.
Auffällig ist die hohe Zahl an Störchen, die sich auf den Dächern der Bauwerke niedergelassen haben.

## Geschichte
1971 setzten sich eine Handvoll engagierter Mitarbeiter des Vereins „Maisons Paysannes d’Alsace“ für den Erhalt und die Restaurierung ländlicher Wohnhäuser ein, die zum Abriss freigegeben waren. Da viele dieser Häuser an ihrem eigentlichen Standort Neubauten Platz machen sollten, kamen sie auf eine ungewöhnliche Idee. Sie beschlossen die Häuser abzubauen, um sie Stück für Stück an einem anderen Ort wieder aufzubauen. Nach langer Suche entschied sich das Projekt im Jahre 1980 für ein brachliegendes Gelände zwischen Mulhouse und Colmar. 1984 waren bereits um die zwanzig Gebäude neu aufgebaut und für die Öffentlichkeit zugänglich gemacht worden.

### Die Zeit als Freilichtmuseum 1984–2006

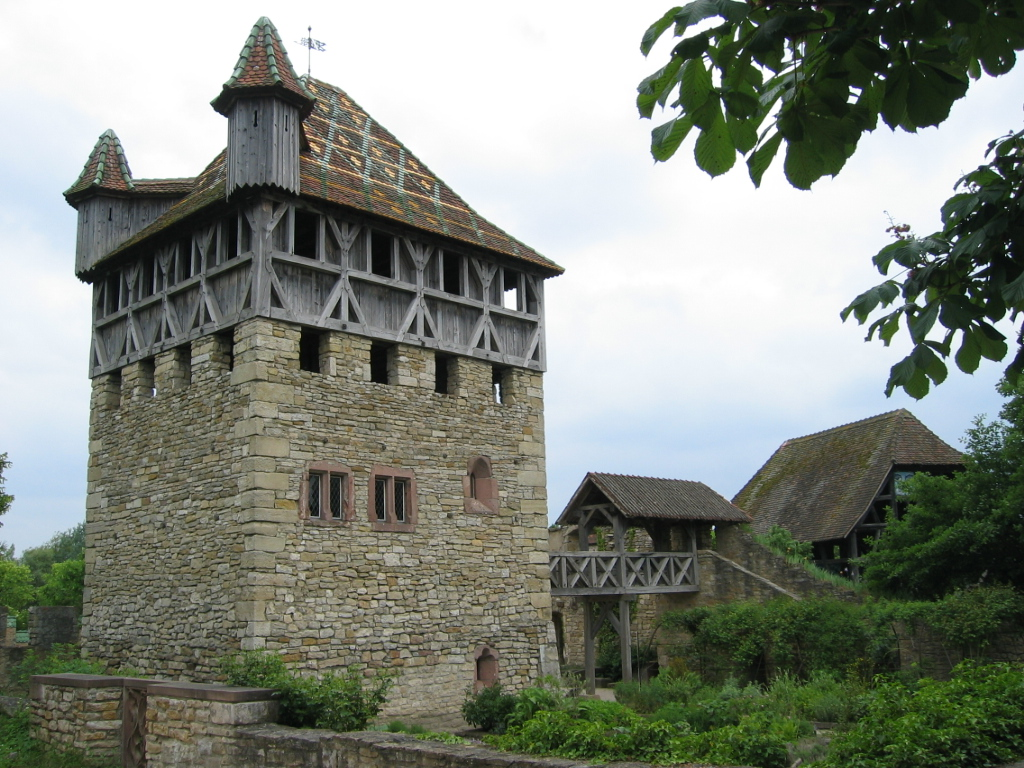
Wohnturm aus Mülhausen

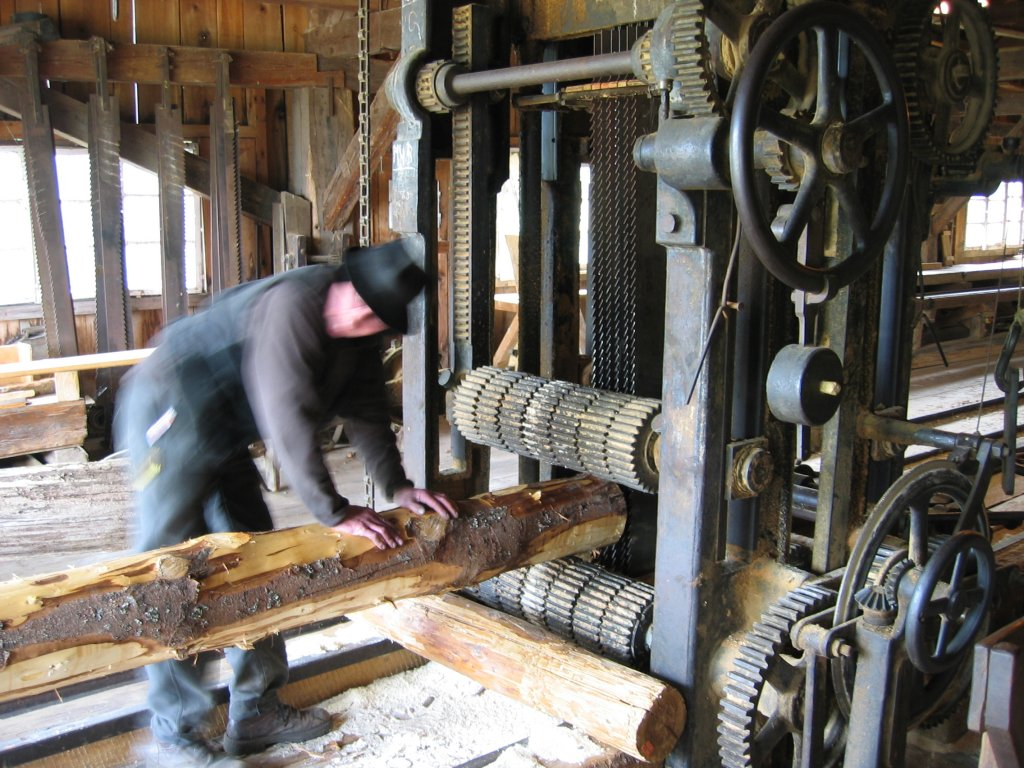
Rindenschäler

Das 1984 von Marc Grodwohl gegründete Museum war in der Region verankert und hatte in den letzten Jahren um die 280.000 Besucher pro Jahr. Der Komplex umfasste zum Schluss über achtzig historische Gebäude, außer dem mittelalterlichen steinernen Wohnturm aus Mülhausen nahezu ausschließlich Fachwerkhäuser. Vorführungen gaben einen Eindruck von der traditionellen Lebensweise am Oberrhein und der damit verbundenen Bau- und Wohnkultur vom Mittelalter bis zur industriellen Neuzeit.
Das Museum fand Anerkennung in nationalen und europäischen Gremien und ist Gründungsmitglied der Vereinigung der Ecomusees und der Musée de sociétés (FEMS). Es wurde von einem eigenständigen Verein betrieben und erhielt im Gegensatz zu anderen Kulturinstitutionen keine regelmäßigen Subventionen und allenfalls Zuschüsse für die öffentliche Infrastruktur (Zufahrt, Energie- und Abwasserleitungen).
Das Ecomusée d’Alsace hatte in seiner 24-jährigen Existenz unter der Leitung seines Gründers Marc Grodwohl (1982–2006) positive Auswirkungen nicht nur auf das kulturelle Leben im Elsass, sondern auch auf die Wirtschaft: Es initiierte Maßnahmen zum Schutz der regionalen Tradition und Kultur. Dabei wurden auch Subventionen für die Restaurierung von Gebäuden ausgeschüttet. Seine Attraktivität wurde beispielgebend für viele Ortschaften bei der Erhaltung des historischen und auch touristisch nutzbaren Dorfbildes.
Die Ansiedlung von japanischen Unternehmen im Elsass geht auf den privaten Besuch japanischer Investoren zurück, und für die museumseigenen Gaststätten sowie die im elsässischen Stil gebaute Hotelanlage mit zehn kleinen Fachwerkhäusern, wurden – nebst dem Animations-Personal im Museum – rund 60 Arbeitsplätze geschaffen. Zudem erfüllte das Ecomusée d’Alsace wissenschaftliche Aufgaben und bot geschützte soziale Arbeitsplätze für Jugendliche mit Integrationsschwierigkeiten.
Die vor dem Museum stehenden mächtigen Gebäude der nach 1976 stillgelegten Kaligruben Rodolphe 1 und Rodolphe 2 von Pulversheim wurden im Jahr 2004 für die Öffentlichkeit begehbar gemacht und zu einem Museum der Geschichte des elsässischen Kalibergbaus ausgebaut. Die beiden Komplexe Museumsdorf und Kaliwerk waren durch eine Museumseisenbahn mit historischen Waggons verbunden. Bereits im Jahr 2006 wurde der Museumsteil Kaliwerk wegen Besuchermangel wieder geschlossen.

### Nachbarschaft des Bioscopes / Parc du Petit Prince

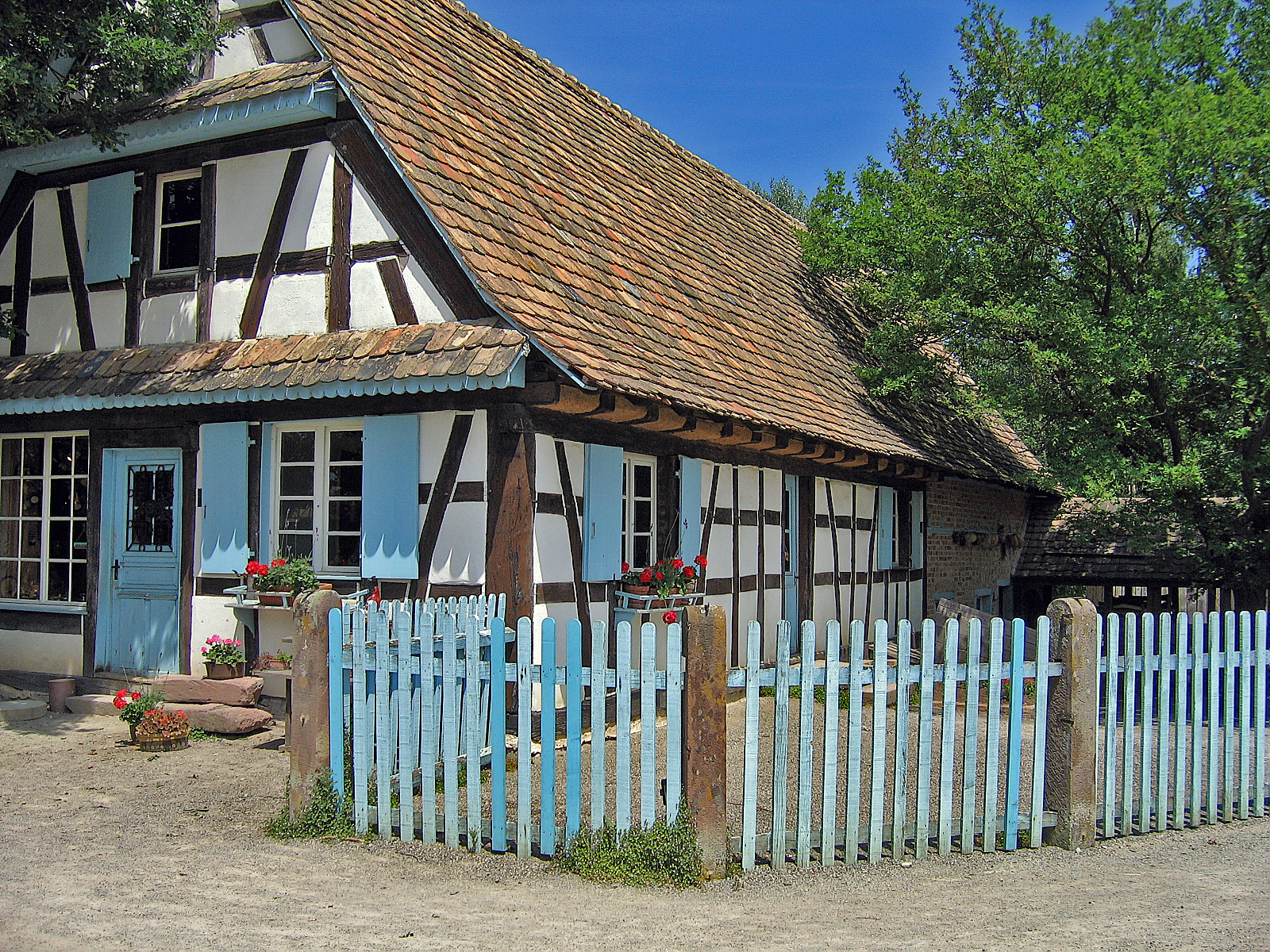
Ein Elsässer Haus im Freilichtmuseum

Im Jahr 2005 wurden die zugesagten Subventionen für die Betriebskosten gestrichen, da die elsässische Politik die entsprechenden Gelder für die Unterstützung des Baus des benachbarten Freizeitparkes Bioscope verwendete. Dies kam einer Enteignung zugunsten des kommerziellen Projektes Bioscope gleich. Erschwerend kam hinzu, dass der Freizeitpark Bioscope, ein Lieblingsprojekt vieler Politiker, im ersten Jahr nur knapp ein Zehntel der Besucherzahl erreichte, die vom kommerziellen Unternehmen anvisiert worden war.
Das Ecomusée d’Alsace kam dadurch in finanzielle Schwierigkeiten. Im September 2006 wurde der Gründer und Aufbauer Marc Grodwohl zum Rücktritt gedrängt, ebenso der Präsident der Vereinigung des Ecomusée, François Capber.
Als Nachfolger des Vereinspräsidenten wählte der Restvorstand anschließend Jacques Rumpler, einen freiberuflichen Animateur und kaufmännischen Leiter einer Optikerkette. Im Juni 2008 ernannte die Vereinigung Pascal Schmitt zum neuen Direktor.

2007 wurde das Museum mehrheitlich an die Compagnie des Alpes, eine Betreiberin von Freizeitparks, verkauft, die das benachbarte Bioscope betrieb, das mit über 35 Millionen Euro von der elsässischen Politik mitfinanziert worden war. Diese Gesellschaft betreibt das Ecomusée d’Alsace mit sehr viel weniger Mitarbeitern und versucht, das Museum zusammen mit dem benachbarten Bioscope zu vermarkten. Das Bioscope wurde 2012 aufgrund des geringen Erfolgs geschlossen. Im Jahr 2014 wurde anstelle des Bioscope der „Parc du Petit Prince“ eröffnet. 
Nach einem präventiven Sanierungsverfahren ('procédure de sauvegarde') und finanzieller Erholung führte der Verein „Association de l'Écomusée d’Alsace“ 2008 eine neue Lenkungsstruktur ein und investierte wieder in die Weiterentwicklung des Museums und seiner Aktivitäten.
Diese finanzielle Erholung wurde durch das finanzielle Eingreifen des Conseil Général du Haut-Rhin und des Conseil Régional d’Alsace möglich – aber auch auf Kosten der Industrieanlage „Carreau Rudolphe“ und ihrer angrenzenden Grundstücke, die zum symbolischen Preis von einem Euro an den Conseil Général du Haut-Rhin verkauft wurden, sowie auf Kosten eines Sozialplans, der zum Abbau zahlreicher Arbeitsplätze führte.
Die Gesellschaft Ecoparcs, die die Taverne des Ecomusée und die Museumsboutique geleitet hatte, war im April 2007 von der „Caisse de Dépôt“ und der Gesellschaft Compagnie des Alpes übernommen worden. Im April 2007 übertrug der Verein „Association de l’Ecomusée d’Alsace“ die Leitung des Ticketverkaufs, der Vermarktung und der Kommunikation sowie den Verkauf vor Ort an die Gesellschaft EcoBioGestion im Rahmen einer Verwaltungsvollmacht.
Seit September 2009 nimmt der Verein „Association de l’Ecomusée d’Alsace“ von Neuem die Kommunikations- und Marketingaufgaben wahr.
2012 wurde „Eden Palladium“, das letzte der vier existierenden Salon-Karussells aus dem Jahr 1909, an den Europapark im badischen Rust verkauft.

### Das Écomusée d’Alsace aktuell
Derzeit sind 150 ehrenamtliche und 38 hauptamtliche Mitarbeiter (umgerechnet in Vollzeit) im Ecomusée d’Alsace tätig. Durchschnittlich werden pro Jahr rund 90 Veranstaltungen, 20 Wandertheaterschauspiele, 10 Mitmachworkshops und 10 Ausstellungen organisiert.

### Allgemeine Links zum Museum
- Écomusée d’Alsace (französisch und deutsch)

### Links zur Dokumentation der Auseinandersetzungen 2006–2009
- Écomusée d’Alsace (deutsch, offizielle Homepage bis 2006 mit Video, Fotos und Artikel-Archiv sowie Kommentaren)
- webjournal.ch (franz.): «L’Ecomusée décapité»
- webjournal.ch (deutsch): «Das Ecomusée wird geköpft!»